# Mikołajki (Kalinowo)
Mikołajki [mʲikɔˈwajkʲi] (deutsch Mikolaiken, 1938–1945 Thomken) ist ein zur Gemeinde Kalinowo (Kallinowen, 1938 bis 1945 Dreimühlen) zählendes Dorf im nordöstlichen Masuren in der polnischen Woiwodschaft Ermland-Masuren, Powiat Ełcki (Kreis Lyck).

## Geographie
Das Dorf befindet sich sieben Kilometer Luftlinie westlich der Ortschaft Kalinowo, ein Kilometer nördlich von Wysokie (Wyssocken, 1938 bis 1945 Waltershöhe).

## Geschichte
Mikolaiken entstand 1475 und bestand aus einem großen Hof sowie kleineren Höfen.
1818 lebten in Mikolaiken, damals noch Mykolayken, später Mikolayken geschrieben, 83 Einwohner. Am 1. Dezember 1910 waren in Mikolaiken 140 Einwohner registriert. 1933 verzeichnete Mikolaiken einen Rückgang auf 127, 1939 waren es nur noch 107 Einwohner.
Im Mai 1874 wurde im Zuge einer preußischen Gemeindereform ein Amtsbezirk Gollupken (1938 bis 1945 Lübeckfelde, polnisch Golubka) neu gebildet, der die Gemeinden Gollubien A, Gollubien B, Gollupken, Groß Skomentnen, Klein Skomentnen, Mikolayken, Saborowen, Szczudlen und Wyssocken umfasste. 
Aufgrund der Bestimmungen des Versailler Vertrags stimmte die Bevölkerung im Abstimmungsgebiet Allenstein, zu dem Mikolaiken gehörte, am 11. Juli 1920 über die weitere staatliche Zugehörigkeit zu Ostpreußen (und damit zu Deutschland) oder den Anschluss an Polen ab. In Mikolaiken stimmten 100 Einwohner für den Verbleib bei Ostpreußen, auf Polen entfiel keine Stimme.
Mikolaiken wurde am 16. Juli 1938 im Zuge der massiven Eindeutschung masurischer Ortsnamen baltischer oder slawischer Herkunft, aber auch aufgrund der Namensähnlichkeit zu Nikolaiken in „Thomken“ umbenannt.
Nach Ende des Zweiten Weltkrieges 1945 fiel das zum Deutschen Reich (Ostpreußen) gehörende Thomken an Polen. Die ansässige deutsche Bevölkerung wurde, soweit sie nicht geflüchtet war, nach 1945 größtenteils vertrieben bzw. ausgesiedelt und neben der angestammten masurischen Minderheit durch Neubürger aus anderen Teilen Polens ersetzt. Der Ort Thomken wurde in der polnischen Lautbildung des historischen Ortsnamens Mikolaiken in „Mikołajki“ umbenannt.
Von 1975 bis 1998 gehörte Mikołajki zur damaligen Woiwodschaft Suwałki, kam dann 1999 zur neu gebildeten Woiwodschaft Ermland-Masuren. Heute ist es eine Ortschaft innerhalb der Landgemeinde Kalinowo.

## Religionen
Vor 1945 war Mikolaiken in die evangelische Kirche Kallinowen (1938 bis 1945 Dreimühlen, polnisch Kalinowo) in der Kirchenprovinz Ostpreußen der Kirche der Altpreußischen Union sowie in die römisch-katholische Kirche St. Adalbert in Lyck (polnisch Ełk) im damaligen Bistum Ermland eingepfarrt.
Heute gehört Mikołajki katholischerseits zur Pfarrei in Kalinowo im Bistum Ełk der Römisch-katholischen Kirche in Polen. Die evangelischen Einwohner orientieren sich zur Kirchengemeinde in der Kreisstadt Ełk, einer Filialgemeinde der Pfarrei in Pisz (deutsch Johannisburg) in der Diözese Masuren der Evangelisch-Augsburgischen Kirche in Polen.

## Verkehr
Mikołajki liegt an einer Nebenstraße, die die Landesstraße 16 bei Wysokie (Wyssocken, 1938 bis 1945 Waltershöhe) mit der Woiwodschaftsstraße 655 bei Wieliczki (Wielitzken, 1938 bis 1945 Wallenrode) verbindet. Außerdem führt eine Landverbindung vom Nachbarort Golubie (Gollubien A, 1938 bis 1945 Gollen) nach hier.